# Jean Pierron
Jean Pierron (Dun-sur-Meuse, 28 septembre 1631-Pont-à-Mousson, 20 février 1700) est un missionnaire jésuite français.

## Biographie
Entré dans la Compagnie de Jésus à Nancy comme novice le 21 novembre 1650, il étudie à Pont-à-Mousson et devient instructeur à Reims et Verdun, puis Metz (1665).
Il est envoyé au Canada en juin 1667. Il s'établit alors en pays iroquois à la mission Sainte-Marie.
En 1668, il s'installe parmi les Mohawks à Tionontoghuen. Cherchant un moyen différent pour évangéliser les Iroquois, il utilise la peinture et la linguistique. Il tente jusqu'en 1677 de relancer certaines missions en Acadie, au Maryland, en Nouvelle-Angleterre et en Virginie.